# Rdestnica zabarwiona
Rdestnica zabarwiona (Potamogeton coloratus) – gatunek byliny należący do rodziny rdestnicowatych (Potamogetonaceae). Występuje w Europie, na Kaukazie, w północno-zachodniej Afryce i na Karaibach. W Polsce gatunek był podany ze Świnoujścia i z Ustki. Prawdopodobnie wyginął.

## Morfologia
PokrójZimozielony hydrofit o łodydze długości do 70 cm.
LiściePływające i zanurzone w wodzie. Liście pływające są szerokoeliptyczne, półprzeźroczyste, z siateczkowatą nerwacją. Liście zanurzone są wąskoeliptyczne.
KwiatyKłosokształtne, wystające ponad powierzchnię wody. Kwitnie od czerwca do lipca.
OwoceOliwkowo-zielone, ok. 2 mm długości.

## Biologia i ekologia
Rośnie w płytkich wodach, bogatych w węglan wapnia.

## Zagrożenia i ochrona
Gatunek umieszczony w Polskiej Czerwonej Księdze Roślin (2001, 2014) z kategorią EX (wymarły). Znajduje się także na polskiej czerwonej liście w kategorii RE (wymarły na obszarze Polski).